# Pierre Veuillot

Kardinalswappen Veuillots

Pierre Marie Joseph Kardinal Veuillot (* 5. Januar 1913 in Paris; † 14. Februar 1968 ebenda) war Erzbischof von Paris.

## Leben
Pierre Veuillot erhielt seine philosophische und theologische Ausbildung im Seminar Des Carmes in Paris und empfing am 26. März 1939 das Sakrament der Priesterweihe. Anschließend arbeitete er als Seelsorger und Lehrer in Paris, ehe er 1949 in die Dienste des Staatssekretariates des Heiligen Stuhls trat.
1959 ernannte Papst Johannes XXIII. Pierre Veuillot zum Bischof von Angers. Die Bischofsweihe spendete ihm am 1. Juli 1959 der Erzbischof von Paris, Maurice Kardinal Feltin; Mitkonsekratoren waren Marc-Armand Lallier, Erzbischof von Marseille, und Jean-Marie Villot, zu jener Zeit Weihbischof in Paris. 1961 wurde Pierre Veuillot Titularerzbischof von Constantia in Thracia (pro hac vice) und  Koadjutorerzbischof des Erzbistums Paris, 1966 Erzbischof von Paris. Er nahm in den Jahren 1962 bis 1965 am Zweiten Vatikanischen Konzil teil. Papst Paul VI. nahm ihn am 20. Juni 1967 als Kardinalpriester mit der Titelkirche San Luigi dei Francesi in das Kardinalskollegium auf.
Pierre Veuillot starb am 14. Februar 1968 an Leukämie und wurde in der Kathedrale Notre-Dame de Paris beigesetzt.